# Уильямс, Босуэлл
Босуэлл Бенни Уильямс (англ. Boswell Bennie Williams, 16 мая 1926, Вьё-Фор, колония Наветренные острова, Великобритания — 20 июля 2014, Сан-Соусис, Сент-Люсия) — генерал-губернатор Сент-Люсии (1980—1982).

## Биография
- 1974—1979 гг. — депутат Палаты собрания (нижняя палата парламента) от Лейбористской партии Сент-Люсии,
- 1980—1982 гг. — генерал-губернатор Сент-Люсии. На это время пришелся серьезный конституционный кризис, связанный с отклонением парламентом проекта бюджета, разработанного премьером Аллана Луизи и приведшим к отставке кабинета и его главы.

В декабре 1982 г. ушел в отставку с поста генерал-губернатора.